# Georg Schmidt-Arzberg
Georg Schmidt-Arzberg (* 24. Februar 1920 in Arzberg, Oberfranken; † 20. Juni 2006 in Erlangen) war ein deutscher Musiker und Komponist.

## Leben
Georg Schmidt-Arzberg besuchte nach der Volksschule in Arzberg die kaufmännische Berufsschule und studierte dann Musik (1930 bis 1937 Privatunterricht, 1937 bis 1940 am Staatskonservatorium Würzburg, 1946 bis 1948 Musikhochschule München). In den Jahren 1940 bis 1945 war er als Soldat im Zweiten Weltkrieg.

## Werk/Wirken
1945 bis 1946 wirkte er als Organist in seiner Geburtsstadt Arzberg, nach der er sich auch benannte. Eine spätere Berufsstation war St. Matthäus in München und das Staatstheater Oldenburg. Von 1974 bis 1984 war er Akademischer Musiklehrer an der Friedrich-Alexander-Universität Erlangen sowie Kantor und Organist an der Neustädter Kirche in Erlangen.

## Werke
- Dein König kommt in niedern Hüllen. Erlangen 1987.
- Dein König kommt in niedern Hüllen. Erlangen 1988.
- Sinnsprüche der Hoffnung in Versen von Friedrich Rückert. Kanonische Sätze. Erlangen 1988.
- Jean Pauls Polymeter Frühlingstraum.